# Pomazání
Pomazání je akt potření těla nebo některé z jeho částí mastí, krémem, či olejem, obvykle ze zdravotních nebo náboženských důvodů.

## Biblická tradice
Pomazání podle biblické tradice spočívala v nalití na hlavu vybranými éterickými posvěcenými oleji. Ten byl vyhrazen pro panovníky a kněze a z nich zejména pro velekněze.

Kupříkladu prorok Samuel pomazal první dva krále Izraele: prvním z nich byl Saul a po něm král David. Takto je popsán akt pomazání Saula, jak je zaznamenán v první knize Samuelově: 
| „          | Samuel pak nádobu s olejem a nalil jej na jeho hlavu, poté ho políbil a pravil: Hleď: Není to proto, že tě Hospodin pomazal jako správce svého dědictví? | “ |
| — 1.Samuel | |   |

a o Davidovi: 
| „          | Samuel proto pozvedl roh naplnění olejem a pomazal jej mezi jeho bratry. A od toho dne Hospodinův duch působil skrze Davida. Poté Samuel vstal a odešel do Ramy. | “ |
| — 1.Samuel | |   |

Obřad pomazání dával králi povahu posvátného a učinil jej přímým služebníkem Božím, pomazaným od Něho.
Ve skutečnosti hebrejský výraz pro označení krále je mesiáš, což doslova přeložena znamená pomazaný.
Pomazání provádí duchovní, kněz.
Pomazání se předpokládalo také pro kněží. Zpočátku bylo vyhrazeno spíše jen veleknězi, následně se rozšířilo také na ostatní.

Například, pokud jde o Áron, prvního kněze, Mojžíš dostal následující příkaz v knize Exodus: 
| „        | A vezmeš olej k pomazání a nalivši je na jeho hlavu, stane se pomazaným. | “ |
| — Exodus |                                                                          |   |

## Křesťanská liturgie
V pravoslavné a katolické liturgii se během výkonu některých svátostí provádí pomazání čela anebo dalších částí těla osoby přijímající svátost k prohloubení zasvěcení, k  získání požehnání, odpuštění, apod.
Církev používá tři druhy olejů: olej katechumenů, olej pomazání nemocných a křižmo.
- Pomazání olejem katechumenů se udílí během obřadu křtu.
- Pomazání olejem nemocných se udílí nemocnému během svátosti nemocných.

V klášterech na řeckém ostrově Athos se svátost pomazání udílí v době zpěvu oslavných žalmů. V některých klášterech se dochoval prastarý zvyk pomazání pomocí dvou prstů.
- v době tajiny křtu před ponořením do koupele. O pomazání „olejem radosti“ („olejem proseb“, „olejem ohlášek“) známém ze starých dob, se zmiňuje Hippolyt Římský, Ambrož Mediolanský, Cyril Jeruzalémský, Řehoř Nysský, Jan Zlatoústý, Šimon Soluňský a další. Toto konání mělo, podle mínění učitelů církve, připomínat křtěnci „duchovní připravenost“ a připravit ho na myropomazání, a taktéž mělo odhánět nečisté síly. Po ponoření do koupele, raní křesťané pomazávali „olejem blahořeční“ (později byl tento obřad vytěsněn myropomazáním).
- nad zesnulým. To je taktéž spíše zastaralý zvyk. Podle mínění Dionysia a Šimona ze Soluně, je spojen s minulostí a symbolizuje ukončení „životní pouti“.

Pomazání se také uděluje podle přání věřících olejem z „věčných světel“ od ctěných ikon a ostatků.